# Aglif
Aglif (en àrab اكليف, Aglīf; en amazic ⴰⴳⵍⵉⴼ) és una comuna rural de la província d'Essaouira, a la regió de Marràqueix-Safi, al Marroc. Segons el cens de 2014 tenia una població total de 8.028 persones.